# Juan José Ballesta
Juan José Ballesta est un acteur espagnol né le 12 novembre 1987 à Parla (communauté de Madrid). Il est notamment connu pour ses rôles de Pablo dans El Bola et Tano dans Les Sept Vierges.

## Biographie
Juan José Ballesta grandit à Parla (Communauté de Madrid) et Tolède, et commence sa carrière d'enfant acteur dans des publicités et séries télévisées. Son premier rôle pour le cinéma lui vaut une célébrité précoce en 2000 : il joue Pablo, le héros maltraité par son père dans El Bola d'Achero Mañas. Son interprétation sensible lui vaut le Goya du meilleur espoir masculin, et le Círculo de Escritores Cinematográficos le sacre meilleur acteur espagnol de l'année.
Il travaille ensuite pour des réalisateurs renommés tels Fernando Trueba (Le Sortilège de Shanghai) et Imanol Uribe (El viaje de Carol) en 2002, et fait une première apparition à l'international dans Song for a Raggy Boy de l'Irlandaise Aisling Walsh en 2003. Un autre rôle important est celui du petit délinquant Tano dans Les Sept Vierges, qui lui vaut la Coquille d'argent du meilleur acteur au festival de Saint-Sébastien 2005 et une nomination au Goya du meilleur acteur. 
Depuis, il poursuit sa carrière d'acteur mais sans rôle aussi marquant ni prix aussi important, exceptée une nouvelle nomination par le Círculo de Escritores Cinematográficos pour son rôle dans Ladrones en 2007. Il est en 2008 le père d'un petit garçon.

## Filmographie partielle
- 2000 : El Bola d'Achero Mañas : Pablo dit "Bola"
- 2002 : El viaje de Carol d'Imanol Uribe : Tomiche
- 2003 : Song for a Raggy Boy d'Aisling Walsh : Ernesto
- 2003 : Planta 4ª d'Antonio Mercero : Miguel Ángel
- 2005 : Les Sept Vierges d'Alberto Rodríguez : Tano
- 2006 : Spectre de Mateo Gil : Tomás
- 2010 : L'Enfant loup de Gerardo Olivares : Marcos
- 2010 : Bruc, la légende (Bruc, el desafío) de Daniel Benmayor (ca)
- 2013 : Lasting de Jacek Borcuch : Joaquín
- 2017 : Oro d'Agustín Díaz Yanes
- 2022 : Un homme d'action (Un hombre de acción) de Javier Ruiz Caldera : Lucio Urtubia

## Distinctions
- Goyas 2001 : meilleur espoir masculin pour son rôle dans El Bola
- Círculo de Escritores Cinematográficos 2001 : meilleur acteur pour son rôle dans El Bola
- Festival de Saint-Sébastien 2005 : Coquille d'argent du meilleur acteur pour son rôle dans Les Sept Vierges